# Dimitrie Leonida (métro de Bucarest)
Dimitrie Leonida (anciennement IMGB) est une station de métro roumaine de la ligne M2 du métro de Bucarest. Elle est située sur Șoseaua Berceni, dans le quartier Apărătorii Patriei, Sector 4 de la ville de Bucarest.
Elle est mise en service en 1986.
Exploitée par Metrorex elle est desservie par les rames de la ligne M2 qui circulent quotidiennement entre 5 h 0 et 23 h 0 (heure de départ des terminus). Des arrêts d'autobus sont à proximité.

## Situation sur le réseau
Établie en souterrain, la station Dimitrie Leonida est située sur la ligne M2 du métro de Bucarest, entre les stations Apărătorii Patriei, en direction de Pipera, et Berceni, en direction de Berceni.

## Histoire
La station « IMGB », du nom de l'entreprise Intreprinderea de Masini Grele Bucuresti située à proximité, est mise en service le 24 janvier 1986, lors de l'ouverture à l'exploitation du tronçon, long de 9,96 kilomètres, de Piața Unirii 2 à Depoul IMGB (ancien nom de Berceni).
En juillet 2009 elle est renommée du nom de l'ingénieur roumain Dimitrie Leonida qui travailla notamment dès 1900 sur le projet de métro à Bucarest.

## Service des voyageurs

### Accueil
La station dispose d'une bouche sur Șoseaua Berceni. Des escaliers, ou des ascenseurs pour les personnes à mobilité réduite, permettent de rejoindre la salle des guichets et des automates pour l'achat des titres de transport (un ticket est utilisable pour un voyage sur l'ensemble du réseau métropolitain).

### Desserte
À la station Dimitrie Leonida la desserte quotidienne débute avec le passage de la première rame, partie du terminus le plus proche à 5 h 0 et se termine avec le passage de la dernière rame, partie du terminus le plus éloigné à 23 h 0.

### Intermodalité
Des arrêts de transports en commun sont situés à proximité : bus (ligne 125).